# Bear Creek Village, Pennsylvania
Bear Creek Village là một thị trấn thuộc quận Luzerne, tiểu bang Pennsylvania, Hoa Kỳ. Năm 2010, dân số của thị trấn này là 257 người.